# Centistes intermedius
Centistes intermedius är en stekelart som beskrevs av Chen och Van Achterberg 1997. Centistes intermedius ingår i släktet Centistes och familjen bracksteklar. Inga underarter finns listade.